# Cross-site request forgery
 (avril 2018).

En sécurité des systèmes d'information, le cross-site request forgery, abrégé CSRF (parfois prononcé sea-surf en anglais) ou XSRF, est un type de vulnérabilité des services d'authentification web.
L’objet de cette attaque est de transmettre à un utilisateur authentifié une requête HTTP falsifiée qui pointe sur une action interne au site, afin qu'il l'exécute sans en avoir conscience et en utilisant ses propres droits. L’utilisateur devient donc complice d’une attaque sans même s'en rendre compte. L'attaque étant actionnée par l'utilisateur, un grand nombre de systèmes d'authentification sont contournés.

## Exemple
Supposons qu'Alice soit l'administratrice d'un forum et qu'elle soit connectée à celui-ci par un système de sessions. Malorie est un membre de ce même forum, elle veut supprimer un des messages du forum. Comme elle n'a pas les droits nécessaires avec son compte, elle utilise celui d'Alice grâce à une attaque de type CSRF.
- Malorie arrive à connaitre le lien qui permet de supprimer le message en question.
- Malorie envoie un message à Alice contenant une pseudo-image à afficher (qui est en fait un script). L'URL de l'image est le lien vers le script permettant de supprimer le message désiré.
- Alice doit avoir une session ouverte dans son navigateur pour le site visé par Malorie. C'est une condition requise pour que l'attaque réussisse de façon silencieuse sans requérir une demande d'authentification qui alerterait Alice. Cette session doit disposer des droits requis pour exécuter la requête destructrice de Malorie. Il n'est pas nécessaire qu'un onglet du navigateur soit ouvert sur le site cible ni même que le navigateur soit démarré. Il suffit que la session soit active.
- Alice lit le message de Malorie, son navigateur utilise la session ouverte d'Alice et ne demande pas d'authentification interactive. Il tente de récupérer le contenu de l'image. En faisant cela, le navigateur actionne le lien et supprime le message, il récupère une page web texte comme contenu pour l'image. Ne reconnaissant pas le type d'image associé, il n'affiche pas d'image et Alice ne sait pas que Malorie vient de lui faire supprimer un message contre son gré.

## Caractéristiques
Les caractéristiques du CSRF sont un type d'attaque qui :
- implique un site qui repose sur l'authentification globale d'un utilisateur ;
- exploite cette confiance dans l'authentification pour autoriser des actions implicitement ;
- envoie des requêtes HTTP à l'insu de l'utilisateur qui est dupé pour déclencher ces actions.

Pour résumer, les sites sensibles au CSRF sont ceux qui acceptent les actions sur le simple fait de l'authentification à un instant donné de l'utilisateur et non sur une autorisation explicite de l'utilisateur pour une action donnée.
Il est important de souligner que ces attaques peuvent aussi être menées sur des intranets pour permettre à un attaquant de récupérer des informations sur ledit intranet.

## Prévention
- Demander des confirmations à l'utilisateur pour les actions critiques, au risque d'alourdir l'enchaînement des formulaires.
- Demander une confirmation de l'ancien mot de passe à l'utilisateur pour changer celui-ci ou changer l'adresse mail du compte.
- Utiliser des jetons de validité (ou Token) dans les formulaires. Ce système d'autorisation est basé sur la création d'un token via le chiffrement d'un identifiant utilisateur, un nonce et un horodatage. Le serveur doit vérifier la correspondance du jeton envoyé en recalculant cette valeur et en la comparant avec celle reçue[1].
- Éviter d'utiliser des requêtes HTTP GET pour effectuer des actions : cette technique va naturellement éliminer des attaques simples basées sur les images, mais laissera passer les attaques fondées sur JavaScript, lesquelles sont capables très simplement de lancer des requêtes HTTP POST.
- Effectuer une vérification du référent dans les pages sensibles : connaître la provenance du client permet de sécuriser ce genre d'attaques. Ceci consiste à bloquer la requête du client si la valeur de son référent est différente de la page d'où il doit théoriquement provenir.